# Itea glutinosa
Itea glutinosa là một loài thực vật có hoa trong họ Iteaceae. Loài này được Hand.-Mazz. miêu tả khoa học đầu tiên năm 1921.